# Progled, Smolean
Progled (în bulgară Проглед) este un sat în comuna Cepelare, regiunea Smolean,  Bulgaria. 

## Demografie
Componența etnică a satului Progled
     Nicio identificare (3,89%)
     Bulgari (96,1%)
     Altele (0%)
La recensământul din 2011, populația satului Progled era de 77 locuitori. Din punct de vedere etnic, majoritatea locuitorilor (96,1%) erau bulgari. Pentru 3,89% din locuitori nu este cunoscută apartenența etnică.